# Pauline Pfeiffer

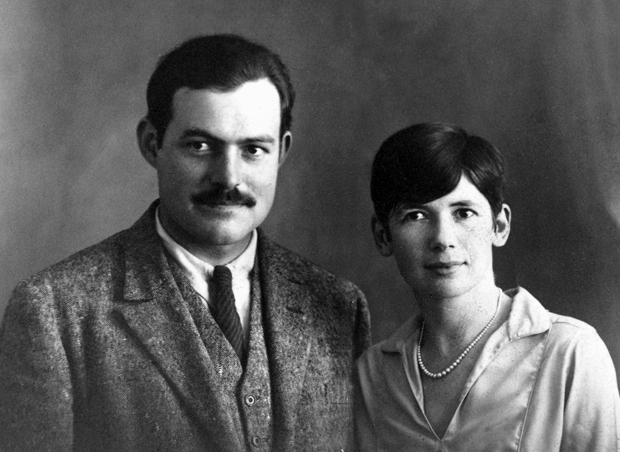
Ernest en Pauline Hemingway in Parijs, 1927

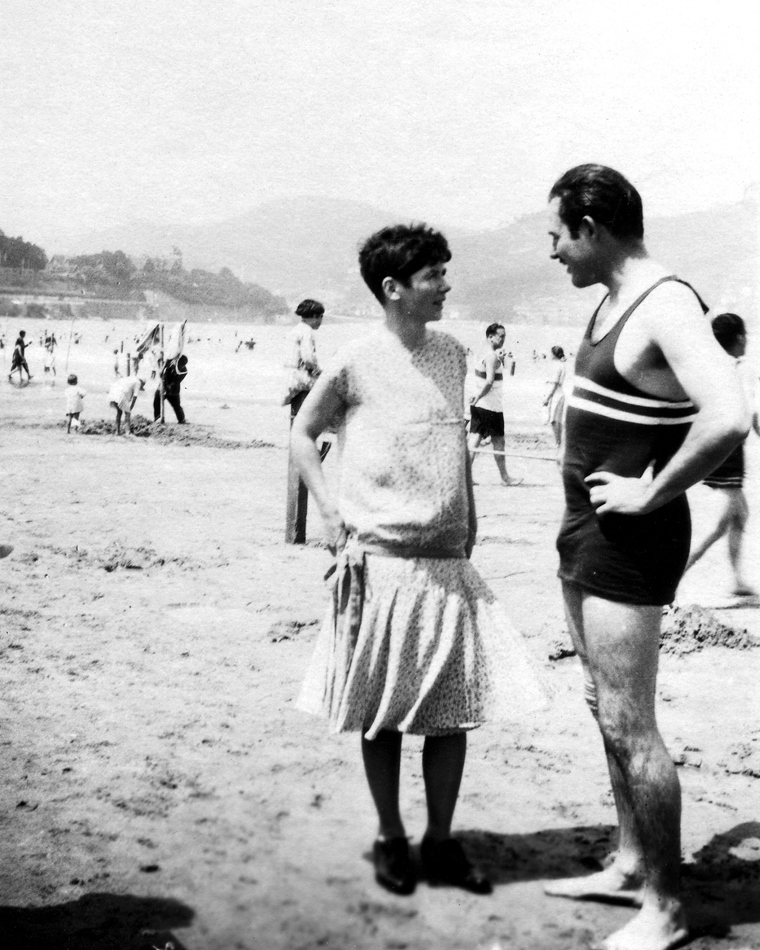
Ernest en Pauline in Spanje, 1927

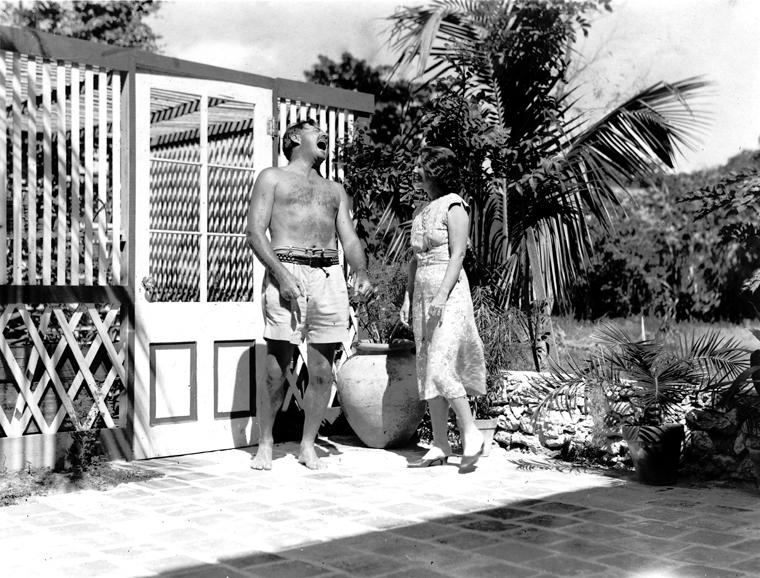
Ernest en Pauline in Key West rond 1930

Pauline Marie Pfeiffer (Parkersburg, 22 juli 1895 – Los Angeles, 1 oktober 1951) was een Amerikaanse journaliste en de tweede echtgenote van de Amerikaanse schrijver Ernest Hemingway.
Pfeiffer werkte voor de tijdschriften Vanity Fair en Vogue. Een verhuizing naar Parijs voor Vogue leidde tot een ontmoeting met Hemingway en zijn eerste vrouw, Hadley Richardson, die hij voor haar verliet.
Ze trouwden in mei 1927. Pauline Pfeiffer was katholiek en Hemingway bekeerde zich voor het huwelijk tot het katholicisme. Hij getuigde daarbij dat hij gedoopt werd aan het front tijdens de oorlog. Het huwelijk zou dertien jaar standhouden. Pfeiffer en Hemingway kregen twee zoons: Patrick (1928) en Gregory (1931). De geboorte van Gregory verliep met complicaties en Pauline mocht van de dokters niet opnieuw zwanger worden.
Vanwege haar katholieke achtergrond sympathiseerde ze met de Nationalisten in de Spaanse Burgeroorlog terwijl Ernest voor de Republikeinen was.

In 1937 ging haar echtgenoot naar Spanje om er verslag uit te brengen over de Spaanse Burgeroorlog en begon er een relatie met de oorlogscorrespondente Martha Gellhorn. De echtscheiding was op 4 november 1940, en drie weken later trouwde Hemingway met Gellhorn.
Pfeiffer bleef in Key West en ging geregeld naar Californië. Haar zoon Gregory werd op 1 oktober 1951 gearresteerd in de damestoiletten van een theater. Toen Ernest Hemingway haar daarover opbelde en het koppel daarover redetwistte, stierf ze. Gregory studeerde later voor dokter en bestudeerde het verslag van de lijkschouwing van zijn moeder. Hij meende, dat Pauline leed aan een feochromocytoom, een tumor op de bijnieren. Door de opwinding van het telefoongesprek zou de tumor een overdosis adrenaline afgescheiden hebben, die haar dood zou hebben veroorzaakt.